# Яблан (Лакташи)
Яблан — населенный пункт в общине Лакташи, которая принадлежит энтитету Республике Сербской, Босния и Герцеговина. По результатам югославской переписи населения 1991 года в Яблане проживало 1368 человек.

## Население
| 1961                           | 1971 | 1981 | 1991 | - | - | - |
| ------------------------------ | ---- | ---- | ---- | - | - | - |
| 798                            | 928  | 1123 | 1368 | - | - | - |
| Гистограмма динамики населения |      |      |      |   |   |   |

### Национальный состав
1971 год:
- сербы — 305
- хорваты — 562
- югославы — ?
- другие — 61

1981 год:
- сербы — 386
- хорваты — 580
- югославы — 92
- другие — 65

1991 год:
- сербы — 630
- хорваты — 597
- югославы — 60
- другие — 80
- мусульмане — 1